# Zunyi
Zunyi is stad en een een stadsprefectuur in het noorden van de zuidwestelijke provincie Guizhou, Volksrepubliek China.
Bij de volkstelling van 2020 had de stad 1.675.245 inwoners. De gehele prefectuur had 6.606.675 inwoners.